# Philipp Malicsek
Philipp Malicsek (* 3. Juni 1997 in Wien) ist ein österreichischer Fußballspieler.

## Karriere
Malicsek begann seine Karriere in der AKA Admira Wacker Mödling. 2014 spielte er erstmals für die Regionalligamannschaft. Sein Profidebüt gab er am 14. Spieltag 2014/15 gegen den FC Red Bull Salzburg.
Zur Saison 2016/17 wechselte er zum Ligakonkurrenten SK Rapid Wien, wo er einen bis Juni 2019 gültigen Vertrag erhielt. Im Jänner 2018 wurde er an den Ligakonkurrenten SKN St. Pölten verliehen.
Im Jänner 2019 wurde er zu den Amateuren von Rapid degradiert. Zudem wurde bekannt, dass sein Vertrag nach der Saison 2018/19 nicht verlängert wird. Daraufhin wechselte er im Februar 2019 zum Zweitligisten Floridsdorfer AC. Nach der Saison 2018/19 verließ er den FAC.
Nach einem halben Jahr ohne Verein wechselte er im Februar 2020 zum Zweitligisten FC Blau-Weiß Linz, bei dem er einen bis Juni 2020 laufenden Vertrag erhielt. Nach der Saison 2019/20 verließ er die Linzer nach 13 Zweitligaeinsätzen eigentlich wieder. Während der laufenden Saison 2020/21 wurde sein Vertrag im Oktober 2020 schließlich doch noch bis Juni 2022 verlängert. In den folgenden zwei Jahren kam er zu 34 Einsätzen, ehe er sich im Februar 2022 das Kreuzband riss. Sein Vertrag wurde daraufhin nicht nochmals verlängert, er durfte aber für seine Reha in Linz bleiben.
Im August 2022 wechselte er dann zum Ligakonkurrenten SK Vorwärts Steyr, bei dem er einen bis Juni 2023 laufenden Vertrag erhielt. Verletzungsbedingt kam er für Steyr aber nie zum Einsatz. Nach dem Zweitligaabstieg 2023 verließ er Vorwärts wieder. Zur Saison 2023/24 kehrte er anschließend zu den Admira-Amateuren zurück.

## Persönliches
Sein Bruder Lukas (* 1999) ist ebenfalls Fußballspieler, wie auch sein Cousin Manuel Maranda.